# Ilesia septempunctata
Ilesia septempunctata är en insektsart som först beskrevs av Ronald Gordon Fennah 1941.  Ilesia septempunctata ingår i släktet Ilesia och familjen Flatidae. Inga underarter finns listade i Catalogue of Life.